# Какаду (окръг)
Какаду (на английски и на африкаанс: Cacadu) е окръг в Република Южна Африка. Намира се в провинция Източен Кейп с площ 58 242 km². Административен център е град Порт Елизабет.

## Население
388 201 (2001)

## Расов състав
(2001)
- 202 289 (52,11%)- черни
- 141 083 (36,34%)- цветнокожи
- 44 110 (11,36%)- бели
- 719 (0,19%)- азиатци